# 羅越人
羅越人（Orang Laut），又译奥朗劳特人，是指生活在新加坡、馬來半島和廖内群岛的馬來人族群，同時也指生活在泰國和緬甸安達曼海的南島民族，如莫肯人。

## 詞源
羅越人在馬來語是指海上的人，通常生活在船隻上。

## 分布
羅越人通常生活在蘇門答臘東部和馬來半島南部海域。

## 歷史
羅越人在三佛齊地區向來地位重要，他們為馬六甲蘇丹國和柔佛蘇丹王朝巡邏鄰近海域，擊退海盜，指導貿易商船進入港口和維護管理這些港口。